# 이나가키 데루카타
이나가키 데루카타(일본어: 稲垣昭賢, 1698년 5월 19일 ~ 1753년 2월 1일)는 에도 시대 전기의 다이묘이다. 시모쓰케 가라스야마 번 제2대 번주, 시마 도바 번 초대 번주를 지냈다. 도바 번 이나가키 씨(鳥羽藩稲垣氏) 제5대 당주.
| 전임 이나가키 시게토미 | 제2대 가라스야마 번 번주 (이나가키가) 1710년 ~ 1725년 | 후임 오쿠보 쓰네하루 |

| 전임 마쓰다이라 미쓰치카 | 제1대 도바 번 번주 (이나가키가) 1725년 ~ 1752년 | 후임 이나가키 데루나가 |